# Caccobius castaneus
Caccobius castaneus là một loài bọ cánh cứng trong họ Bọ hung (Scarabaeidae).